# Goethe schtirbt
Goethe schtirbt ist ein posthum erschienener Erzählband von Thomas Bernhard. Enthalten sind die vier Prosastücke Goethe schtirbt, Montaigne. Eine Erzählung, Wiedersehen sowie In Flammen aufgegangen. Reisebericht an einen einstigen Freund. Es erschien 2011 im Suhrkamp Taschenbuch Verlag, die enthaltenen Texte wurden erstmals 1982 und 1983 veröffentlicht. Ursprünglich waren für den Band fünf Texte vorgesehen, Bernhard starb jedoch vor der Fertigstellung.

## Enthaltene Prosatexte
Goethe schtirbt ist die fiktive Erzählung eines Vertrauten Goethes, der darüber berichtet, wie Goethe in den letzten Tagen seines Lebens versuchte, einen Besuch Wittgensteins in seinem Haus zu arrangieren. Ein Bote wird nach Oxford entsendet, um den dort lehrenden Wittgenstein einzuladen, er trifft jedoch am Todestag Wittgensteins ein und kehrt erfolglos zurück. Die Vertrauten wagen nicht, Goethe von der gescheiterten Unternehmung zu berichten. Goethe spricht währenddessen vor allem über seine Bewunderung Wittgensteins und sein Verhältnis zu Dichterkollegen, der Literatur und den Deutschen generell: Diese habe er „vernichtet“ und hinters Licht geführt („Aber auf was für einem Niveau!“). 
Montaigne. Eine Erzählung ist der Monolog eines namenlosen Protagonisten, der vor seiner ihm verhassten Familie in ein Turmzimmer flieht und auf dem Weg durch die Bibliothek in einem zufällig herausgegriffenen Buch einen Montaigne erkennt. Der leiblichen Familie, die ihm immer nur abweisend und vernichtend entgegengestanden sei, stellt er die Familie seiner französischen Philosophen, zuvorderst Montaigne, gegenüber. Diese hätten ihn immerzu gerettet, obgleich er von seinen Eltern vor der Bibliothek und insbesondere den Philosophen immer gewarnt worden sei und jene nur heimlich für sich entdeckt hatte.
In Wiedersehen beschreibt der Erzähler einem nach langer Zeit zufällig getroffenen Jugendfreund ihre gemeinsame Jugend, die von der Unterdrückung durch die Eltern und den gemeinsamen Ausflügen ins Hochgebirge geprägt war. In beiden Familien betrachteten sich die Väter als Künstler, der eine als Dichter, der andere als Maler, beiden Vätern wird das Talent abgesprochen, die Werke zu Kitsch erklärt. Der Erzähler selber habe mit sechzehn die Flucht aus dem Elternhaus geschafft, sein Gegenüber nicht, er habe selbst nach dem Tod des Vaters das Elternhaus nicht verlassen und trage nicht nur den Mantel seines Vaters, sondern auch seinen „Geistesmantel“.
In Flammen aufgegangen. Reisebericht an einen einstigen Freund ist der Brief eines namenlosen Absenders, in welchem dieser seine Flucht aus Österreich und anschließende Reisen insbesondere in Nordeuropa kurz schildert, um anschließend von einem Traum zu berichten, welcher ihm zum Schreiben des Briefes veranlasste: Nachdem er in Salzburg auf einem Stein sitzend darüber nachgedacht habe, wie sehr er Österreich, die Landschaft, Architektur, Politik und die Menschen dort verachte und hasse, sei er plötzlich in Wien gewesen, wo er anschließend beobachtet habe, wie das gesamte Österreich vollständig in Flammen aufging und verbrannte. Trotz des Rauchs und seines Hustens deswegen sei er vom erleichterten Aufatmen aufgewacht, „zu meinem großen Glück in Rotterdam“.

## Rezeption
Im Deutschlandfunk lobte Michaela Schmitz die Geschichten, die „wie ein Nukleus das ganze Werk Thomas Bernhards als Mikrokosmos“ abbilden würden: „Im Werkzusammenhang wirkt die postume Veröffentlichung wie das Tüpfelchen auf dem „i“. Vielleicht, weil jedes Prosastück wie ein poetischer Zellkern nahezu den kompletten, auch unter den Texten dicht vernetzten Bernhard-Kosmos zu enthalten scheint.“
In der Zeit hebt Gerrit Bartels insbesondere die Titelerzählung hervor, sie sei „...die schönste, lustigste, absurdeste: Goethe, wie er sich auf dem Sterbebett ein Treffen mit Wittgenstein wünscht, wie er sich mal als ‚Lähmer der deutschen Literatur‘, mal als ihr Vernichter bezeichnet. ... Ein Autor wie Thomas Bernhard ist heute gar nicht mehr denkbar.“

## Ausgaben
Thomas Bernhard: Goethe schtirbt. Erzählungen. Suhrkamp, Berlin 2011. ISBN 978-3-518-46278-2